# &Burn
"&Burn" é uma canção da cantora e compositora estadunidense Billie Eilish e do rapper estadunidense Vince Staples. Foi lançado para download digital e streaming como single em 15 de dezembro de 2017, através da Darkroom e da Interscope Records, e posteriormente foi incluído em uma reedição do EP de estreia de Eilish, Don't Smile at Me, em dezembro daquele ano. Staples e Finneas O'Connell co-escreveram a música, com o último cuidando apenas da produção. Uma faixa influenciada pelo hip hop, a música é uma versão alternativa do single "Watch" de Eilish.
A letra da música aborda Eilish deixando um relacionamento tóxico. "&Burn" recebeu críticas positivas dos críticos musicais, com muitos gostando do conteúdo lírico e da produção. A canção foi certificada com ouro nos Estados Unidos e na Austrália pela Recording Industry Association of America (RIAA) e pela Australian Recording Industry Association (ARIA), respectivamente. Foi tocada ao vivo por Eilish e Staples no Coachella Valley Music and Arts Festival em 2019.
O single é uma versão remixada da faixa "Watch". Quando Eilish e seu irmão Finneas O'Connell estavam gravando a música, ela estava sob o título de "Watch & Burn". A faixa mais tarde se tornou duas músicas separadas, sendo uma "Watch" (2017) e a outra "&Burn".